# شكر النعمة
شُكْرُ النِّعْمَةِ من أجل وأطيب الصفات التي يجب أن يتصف بها المسلم، وهي من مكارم الأخلاق. الشكر هو المجازاة على الإحسان، والثناء الجميل على من يقدم الخير والإحسان.
الشُّكْرُ لغةً: شكر - يشكر ، شكرا وشكورا وشكرانا ش ك ر: الْعِرْفَانُ لَكَ لِنِعَمِكَ وَفَضْلِكَ، الاعترافُ والامتنانُ بِمَا قَدَّمْتَ. شكره أو له: أثنى عليه وذكر إحسانه ونعمته. المعجم: الرائد. «الشُّكْرُ مِنَ اللَّهِ»: الرِّضَا وَالثَّوَابُ. معجم الغني، المعجم الوسيط
النِّعْمَةُ لغةً: النِّعْمَةُ - نِعْمَةُ: والجمع: نِعَمٌ ، وأنْعُمٌ: ما أنْعِمَ به من رزقٍ ومالٍ وغيره. الرَّفاهةُ وطِيبُ العيش. ويقال: لك عندي نِعمةٌ لا تُنكَر: مِنّةٌ وفَضْلٌ. ويقال: أَفعلُه نِعْمَةَ عين: أَفعلُه إِكرامًا لعينك. المعجم الوسيط
اصطلاحاً
المسلم يشكر كل من قدم إليه خيرًا، أو صنع إليه معروفًا، ويتحقق شكر الله بالاعتراف بالنعم، والتحدث بها، واستخدامها في طاعة الله، كلمة شكر هي: الجزاء على الإحسان، والثناء الجميل على من يقدم الخير والإحسان. كان الشكر خلقًا لازمًا لأنبياء الله -صلوات الله عليهم-، يقول الله -تعالى- عن إبراهيم عليه السلام-:
- في سورة النحل ﴿إِنَّ إِبْرَاهِيمَ كَانَ أُمَّةً قَانِتًا لِلَّهِ حَنِيفًا وَلَمْ يَكُ مِنَ الْمُشْرِكِينَ ۝١٢٠ شَاكِرًا لِأَنْعُمِهِ اجْتَبَاهُ وَهَدَاهُ إِلَى صِرَاطٍ مُسْتَقِيمٍ ۝١٢١﴾ [النحل:120–121].[3] ووصف الله -عز وجل- نوحًا -عليه السلام- بأنه شاكر، في سورة الإسراء فقال: ﴿ذُرِّيَّةَ مَنْ حَمَلْنَا مَعَ نُوحٍ إِنَّهُ كَانَ عَبْدًا شَكُورًا ۝٣﴾ [الإسراء:3][3] مسلم المعلوم أن الله جل وعلا أسبغ علينا نعما كثيرة، ولم يزل يسبغ على عباده النعم الكثيرة، وهو المستحق لأن يشكر على جميع النعم.

## ذكر الشُّكْرُ في القرآن الكريم
والشكر قيد النعم، إذا شكرت النعم اتسعت وبارك الله فيها وعظم الانتفاع بها، ومتى كفرت النعم زالت وربما نزلت العقوبات العاجلة قبل الآجلة. فأعظم النعم نعمة الدين، وقد أرسل الله الرسل وأنزل الكتب حتى أبان لعباده دينه العظيم ووضحه لهم ثم وفقك أيها المسلم وهداك حتى كنت من أهله.

| - قال تعالى في سورة النمل :﴿قَالَ الَّذِي عِنْدَهُ عِلْمٌ مِنَ الْكِتَابِ أَنَا آتِيكَ بِهِ قَبْلَ أَنْ يَرْتَدَّ إِلَيْكَ طَرْفُكَ فَلَمَّا رَآهُ مُسْتَقِرًّا عِنْدَهُ قَالَ هَذَا مِنْ فَضْلِ رَبِّي لِيَبْلُوَنِي أَأَشْكُرُ أَمْ أَكْفُرُ وَمَنْ شَكَرَ فَإِنَّمَا يَشْكُرُ لِنَفْسِهِ وَمَنْ كَفَرَ فَإِنَّ رَبِّي غَنِيٌّ كَرِيمٌ ۝٤٠﴾ [النمل:40]. - قال تعالى في سورة القمر :﴿نِعْمَةً مِنْ عِنْدِنَا كَذَلِكَ نَجْزِي مَنْ شَكَرَ ۝٣٥﴾ [القمر:35]. - قال تعالى في سورة إبراهيم :﴿وَلَقَدْ أَرْسَلْنَا مُوسَى بِآيَاتِنَا أَنْ أَخْرِجْ قَوْمَكَ مِنَ الظُّلُمَاتِ إِلَى النُّورِ وَذَكِّرْهُمْ بِأَيَّامِ اللَّهِ إِنَّ فِي ذَلِكَ لَآيَاتٍ لِكُلِّ صَبَّارٍ شَكُورٍ ۝٥﴾ [إبراهيم:5]. - قال تعالى في سورة لقمان :﴿أَلَمْ تَرَ أَنَّ الْفُلْكَ تَجْرِي فِي الْبَحْرِ بِنِعْمَةِ اللَّهِ لِيُرِيَكُمْ مِنْ آيَاتِهِ إِنَّ فِي ذَلِكَ لَآيَاتٍ لِكُلِّ صَبَّارٍ شَكُورٍ ۝٣١﴾ [لقمان:31]. - قال تعالى في سورة فاطر :﴿لِيُوَفِّيَهُمْ أُجُورَهُمْ وَيَزِيدَهُمْ مِنْ فَضْلِهِ إِنَّهُ غَفُورٌ شَكُورٌ ۝٣٠﴾ [فاطر:30]. - قال تعالى في سورة الأعراف :﴿ثُمَّ لَآتِيَنَّهُمْ مِنْ بَيْنِ أَيْدِيهِمْ وَمِنْ خَلْفِهِمْ وَعَنْ أَيْمَانِهِمْ وَعَنْ شَمَائِلِهِمْ وَلَا تَجِدُ أَكْثَرَهُمْ شَاكِرِينَ ۝١٧﴾ [الأعراف:17]. - قال تعالى في سورة إبراهيم :﴿وَإِذْ تَأَذَّنَ رَبُّكُمْ لَئِنْ شَكَرْتُمْ لَأَزِيدَنَّكُمْ وَلَئِنْ كَفَرْتُمْ إِنَّ عَذَابِي لَشَدِيدٌ ۝٧﴾ [إبراهيم:7]. |

## من السنة المطهرة
| - قال رسول الله ﷺ: (التحدُّث بنعمة الله شكر، وتركها كفر، ومن لا يشكر القليل لا يشكر الكثير، ومن لا يشكر الناس لا يشكر الله) البيهقي. - قال رسول الله ﷺ: (إن الله ليرضى عن العبد أن يأكل الأَكْلَة فيحمده عليها، أو يشرب الشَّربة فيحمده عليها) مسلم والترمذي وأحمد]. - قال رسول الله ﷺ: (إن الله يحب أن يرى أثر نعمته على عبده) أبوداود والترمذي. وقال عمر بن عبد العزيز عن الشكر: تذكروا النعم؛ فإنَّ ذكرها شكرٌ. والرضا بقضاء الله شكر. - يقول النبي ﷺ: (إذا مات ولد العبد، قال الله لملائكته: قبضتم ولد عبدي؟! فيقولون: نعم. فيقول: قبضتم ثمرة فؤاده؟!فيقولون: نعم. فيقول: ماذا قال عبدي؟ فيقولون: حمدك واسترجع. فيقول الله: ابنوا لعبدي بيتًا في الجنة، وسمُّوه بيت الحمد) الترمذي وأحمد. - وعلمنا النبي ﷺ أن نسجد لله سجدة شكر إذا ما حدث لنا شيء يسُرُّ، أو إذا عافانا الله من البلاء. |

## أنواع الشكر

### شكر الله
- المشروع لمن تجددت له نعمة أن يسجد سجدة الشكر كما ثبت ذلك من فعل النبي ﷺ، وفعل جمع الصحابة، وأجاز بعض العلماء أن يأتي مكان السجود بالصلاة فإن المقصود من السجود يحصل بها.

- قال محمد بن نصر المروزي: وأما الصلاة والسجود عند حوادث النعم شكرا الله عز وجل. فمن ذلك: أن الله لما أنعم على نبيهﷺ بفتح مكة اغتسل وصلى ثمان ركعات شكرا لله عز وجل.

وذهب كثير من العلماء إلى أن المشروع عند تجدد النعم هو سجود الشكر، وأنه لا تشرع صلاة تسمى صلاة الشكر، وأما هذه الصلاة التي صلاها رسول الله ﷺ في بيت أم هانئ يوم الفتح فهي سبحة الضحى، كما صرحت بذلك أم هانئ في رواية مسلم للحديث وهي راوية الخبر وأدرى بمأخذه.
- جاء في حواشي التحفة: يسن مع سجدة الشكر كما في المجموع الصدقة والصلاة للشكر، وقال الخوارزمي لو أقام التصدق أو صلاة ركعتين مقام السجود كان حسنا.

من أنواع الشكر لله الشكر بالقلب والخوف من الله ورجاؤه ومحبته حبا يحملك على أداء حقه وترك معصيته وأن تدعو إلى سبيله وتستقيم على ذلك .
ومن ذلك الإخلاص له والإكثار من التسبيح والتحميد والتكبير .

### شكر الوالدين
أمرالله عز وجل بشكر الوالدين والإحسان إليهما، يقول تعالى في:
- سورة لقمان ﴿وَوَصَّيْنَا الْإِنْسَانَ بِوَالِدَيْهِ حَمَلَتْهُ أُمُّهُ وَهْنًا عَلَى وَهْنٍ وَفِصَالُهُ فِي عَامَيْنِ أَنِ اشْكُرْ لِي وَلِوَالِدَيْكَ إِلَيَّ الْمَصِيرُ ۝١٤﴾ [لقمان:14] .

فالمسلم يقدم شكره لوالديه بطاعتهما، وبرهما، والإحسان إليهما، والحرص على مرضاتهما، وعدم إغضابهما.

### شكر الناس
المسلم يقدِّر المعروف، ويعرف للناس حقوقهم، فيشكرهم على ما قدموا له من خير. قال ﷺ: (لا يشْكُرُ اللهَ من لا يشْكُرُ الناسَ) [أبو داود والترمذي]. وقال رسول الله ﷺ: (إن أشكر الناس لله -عز وجل- أشكرهم للناس) [أحمد].

### شكر المعلم
وأحق الناس بأن تقدم له الشكر مُعَلِّمُك؛ لما له عليك من فضل، قال أمير الشعراء أحمد شوقي.:
وحثنا النبي ﷺ أن نقدم كلمة الشكر لمن صنع إلينا معروفًا؛ فنقول له: جزاك الله خيرًا. قال رسول الله ﷺ : (من صُنِع إليه معروف، فقال لفاعله: جزاك الله خيرًا، فقد أَبْلَغَ في الثناء) الترمذي والنسائي.

## أبيات شعر قيلت في شكر النعم
- قال كلثوم بن عمر:[6]

- قال محمد بن اسحاق الواسطي:

## أركان الشكر
- الاعترافُ بالنعم باطنًا مع محبَّة المُنعِم.
- التحدُّثُ بها ظاهرًا مع الثناء على الله.
- صرفُها في طاعة الله ومرضاته واجتناب معاصِيه.[7]

## حالات الشكر
الشكر له ثلاث حالات؛ أول حالة حينما تعزو هذه النعمة إلى الله، فهذا أحد أنواع الشكر؛ إذا قلت: الله عز وجل أكرمني بالصحة، معنى هذا أنك عزوتها إلى صاحبها، وإذا امتلأ قلبك امتناناً بالشكر، فهذه نعمة ثانية، أما حينما ترد على النعمة بعمل صالح فهذا أعلى أنواع الشكر، لقوله تعالى:
سورة سبأ﴿يَعْمَلُونَ لَهُ مَا يَشَاءُ مِنْ مَحَارِيبَ وَتَمَاثِيلَ وَجِفَانٍ كَالْجَوَابِ وَقُدُورٍ رَاسِيَاتٍ اعْمَلُوا آلَ دَاوُدَ شُكْرًا وَقَلِيلٌ مِنْ عِبَادِيَ الشَّكُورُ ۝١٣﴾ [سبأ:13] .

## فضل الشكر
إذا تحلى المسلم بخلق الشكر والحمد لربه، فإنه يضمن بذلك المزيد من نعم الله في الدنيا، ويفوز برضوانه وجناته، ويأمن عذابه في الآخرة، قال تعالى:
سورة إبراهيم ﴿وَإِذْ تَأَذَّنَ رَبُّكُمْ لَئِنْ شَكَرْتُمْ لَأَزِيدَنَّكُمْ وَلَئِنْ كَفَرْتُمْ إِنَّ عَذَابِي لَشَدِيدٌ ۝٧﴾ [إبراهيم:7].
وقال سبحانه: سورة النساء ﴿مَا يَفْعَلُ اللَّهُ بِعَذَابِكُمْ إِنْ شَكَرْتُمْ وَآمَنْتُمْ وَكَانَ اللَّهُ شَاكِرًا عَلِيمًا ۝١٤٧﴾ [النساء:147].
وقال الحسن: كلما شكرتَ نعمة، تَجَدَّدَ لك بالشكر أعظم منها.

## كيف نمارس فن الشكر
- الطريقة الأولى عندما يؤدي لك شخص ما عملاً ينبغي أن تشكره بقولك: شكراً لكم، أو إنني أشكرك شكراً جزيلاً، أو تعبر له عن فرحك وسرورك بهذا العمل ومن ثم تشكره على ذلك. وهذا لن ينقص من قدرك شيئاً، لأن بعض الناس يعتقدون أن شكر الآخرين هو ضعف، على العكس هو قوة وطاقة تجد أثرها في نجاحك في المستقبل.

- الطريقة الثانية هي العمل، فينبغي عليك أن تنجز عملاً للآخرين تعبر لهم عن امتنانك لهم. تساعد أخاك على قضاء حاجة ما، أو تفرج عنه هماً، أو ترسم الابتسامة على وجهه، أو تدخل السرور إلى قلب طفلك أو زوجتك أو أخيك أو أبيك...

ويمكن القول إن العلماء لم يدركوا أهمية هذه العملية إلا حديثاً جداً، ولكن الإسلام جعل الشكر جزءاً مهماً يمارسه المؤمن عبادة وطاعة لله عز وجل، وقد جعل الله جزاءك الجنة إذا شكرت الله وشكرت الناس.

## الفرق بين الشكر والحمد
من وجهين:
- الأول: الشكر يكون بالجوارح، والحمد يكون باللسان وبالقلب.

ولذلك نسمع بسجود الشكر، ولا نسمع بسجود الحمد، لأن الشكر يكون بالجوارح. ومضى في أركان الشكر أنه يكون بتسخير النعمة في طاعة الله، وهذا عمل، والعمل بالجوارح.
- الثاني: الشكر يكون عند البلاء، والحمد يكون على كل حال، وقد كان النبي صلى الله عليه وسلم إذا أصابته سراء قال: «الحمد لله الذي بنعمته تتم الصالحات»، وإن نزل به بلاء قال: «الحمد لله على كل حال».[10]

## ممارسة الأنبياء للشكر
هذا هو سيدنا سليمان عليه السلام يشكر الله ويقدر نعمه يقول تعالى على لسان سليمان:سورة النمل﴿قَالَ الَّذِي عِنْدَهُ عِلْمٌ مِنَ الْكِتَابِ أَنَا آتِيكَ بِهِ قَبْلَ أَنْ يَرْتَدَّ إِلَيْكَ طَرْفُكَ فَلَمَّا رَآهُ مُسْتَقِرًّا عِنْدَهُ قَالَ هَذَا مِنْ فَضْلِ رَبِّي لِيَبْلُوَنِي أَأَشْكُرُ أَمْ أَكْفُرُ وَمَنْ شَكَرَ فَإِنَّمَا يَشْكُرُ لِنَفْسِهِ وَمَنْ كَفَرَ فَإِنَّ رَبِّي غَنِيٌّ كَرِيمٌ ۝٤٠﴾ [النمل:40] .
وكذلك سيدنا لقمان شكر الله تعالى، فقد علمه الله الحكمة وأول قواعد الحكمة الشكر لله، يقول تعالى: سورة لقمان﴿وَلَقَدْ آتَيْنَا لُقْمَانَ الْحِكْمَةَ أَنِ اشْكُرْ لِلَّهِ وَمَنْ يَشْكُرْ فَإِنَّمَا يَشْكُرُ لِنَفْسِهِ وَمَنْ كَفَرَ فَإِنَّ اللَّهَ غَنِيٌّ حَمِيدٌ ۝١٢﴾ [لقمان:12] . وكأن الله يريد أن يعطينا إشارة قوية لأهمية الشكر وأنه جزء من الحكمة بل هو الحكمة: (وَلَقَدْ آَتَيْنَا لُقْمَانَ الْحِكْمَةَ أَنِ اشْكُرْ لِلَّهِ).
وقال الله في حق سيدنا نوح عليه السلام: سورة الإسراء﴿ذُرِّيَّةَ مَنْ حَمَلْنَا مَعَ نُوحٍ إِنَّهُ كَانَ عَبْدًا شَكُورًا ۝٣﴾ [الإسراء:3] انظروا كيف يركز القرآن على الشكر ويجعله صفة لأنبياء الله سبحانه وتعالى لنقتدي بهم وهذا هو النجاح الحقيقي وليس نجاح الثروة والمال 

## عدم الشكر وآثاره
المسلم ليس من الذين لا يقَدِّرُون المعروف، ولا يشكرون الله - سبحانه - على نعمه، ولا يشكرون الناس، فإن هؤلاء هم الجاحدون الذين ينكرون المعروف، وقد ذمهم القرآن الكريم، فقال تعالى:
- سورة النمل ﴿قَالَ الَّذِي عِنْدَهُ عِلْمٌ مِنَ الْكِتَابِ أَنَا آتِيكَ بِهِ قَبْلَ أَنْ يَرْتَدَّ إِلَيْكَ طَرْفُكَ فَلَمَّا رَآهُ مُسْتَقِرًّا عِنْدَهُ قَالَ هَذَا مِنْ فَضْلِ رَبِّي لِيَبْلُوَنِي أَأَشْكُرُ أَمْ أَكْفُرُ وَمَنْ شَكَرَ فَإِنَّمَا يَشْكُرُ لِنَفْسِهِ وَمَنْ كَفَرَ فَإِنَّ رَبِّي غَنِيٌّ كَرِيمٌ ۝٤٠﴾ [النمل:40].

وقال الإمام على -رضي الله عنه-: كفر النعمة لؤم. وقال تعالى:
- سورة إبراهيم ﴿وَإِذْ تَأَذَّنَ رَبُّكُمْ لَئِنْ شَكَرْتُمْ لَأَزِيدَنَّكُمْ وَلَئِنْ كَفَرْتُمْ إِنَّ عَذَابِي لَشَدِيدٌ ۝٧﴾ [إبراهيم:7].

فقد جعل الله الجنة جزاءً للشاكرين الحامدين، وجعل النار عقابًا للجاحدين المنكرين

## قصص عن الشكر
- يحكى أن رجلا ابتلاه الله بالعمى وقطع اليدين والرجلين، فدخل عليه أحد الناس فوجده يشكر الله على نعمه، ويقول: الحمد الله الذي عافاني مما ابتلى به غيري، وفضَّلني على كثير ممن خلق تفضيلا، فتعجب الرجل من قول هذا الأعمى مقطوع اليدين والرجلين، وسأله: على أي شيء تحمد الله وتشكره؟ فقال له: يا هذا، أَشْكُرُ الله أن وهبني لسانًا ذاكرًا، وقلبًا خاشعًا وبدنًا على البلاء صابرًا.[11]

- يحكى أن رجلا ذهب إلى أحد العلماء، وشكا إليه فقره، فقال العالم: أَيسُرُّكَ أنك أعمى ولك عشرة آلاف درهم؟ فقال الرجل: لا. فقال العالم: أيسرك أنك اخرس ولك عشره آلاف درهم؟ فقال الرجل: لا. فقال العالم: أيسرك أنك مجنون ولك عشرة آلاف درهم؟ فقال الرجل: لا. فقال العالم: أيسرك أنك مقطوع اليدين والرجلين ولك عشرون ألفًا؟ فقال الرجل: لا. فقال العالم، أما تستحي أن تشكو مولاك وله عندك نعم بخمسين ألفًا. فعرف الرجل مدى نعمة الله عليه، وظل يشكر ربه ويرضى بحاله ولا يشتكي إلى أحد أبدًا.[11]

## وصلات خارجية
- الفتاوى الإسلامية.
- دليل المواقع الإسلامية المتكامل.
- الشبكة الإسلامية.
- موقع الإسلام موقع متعدد اللغات.
- الموسوعة الحديثية الإلكترونية
- http://islamstory.com/ar